# Distretto di La Perla
Il distretto di La Perla è uno dei sette distretti della provincia costituzionale di Callao (che coincide con l'omonima regione), in Perù. Istituito il 22 ottobre 1964, si estende su una superficie di 2.75 chilometri quadrati.

Ha per capitale la città di La Perla e nel censimento del 2005 contava 59.602 abitanti.